# ۲،۴،۶-تری‌نیتروبنزن‌سولفونیک اسید
تری‌نیتروبنزن‌سولفونیک اسید (C۶H۳N۳O۹S) یک اسید اکسنده‌ی نیتروآریل است.